# Lamina basale
Lamina basale è il nome che alcuni autori danno alla parte della membrana basale costituita da lamina lucida e lamina densa. Gli stessi autori considerano poi la lamina fibroreticolare parte del tessuto connettivo, sia perché ne è la continuazione sia perché quando è assente il connettivo, come nelle membrane basali con struttura sandwich,anch'essa è assente.
L'uso del termine "lamina basale" sta pian piano sostituendo quello di membrana basale, relegando esclusivamente alle strutture con doppi strati fosfolipidici, come la membrana cellulare, il termine di membrana. Numerosi autori invece continuano a preferire quello di membrana basale.